# 新教堂 (维尔茨堡)

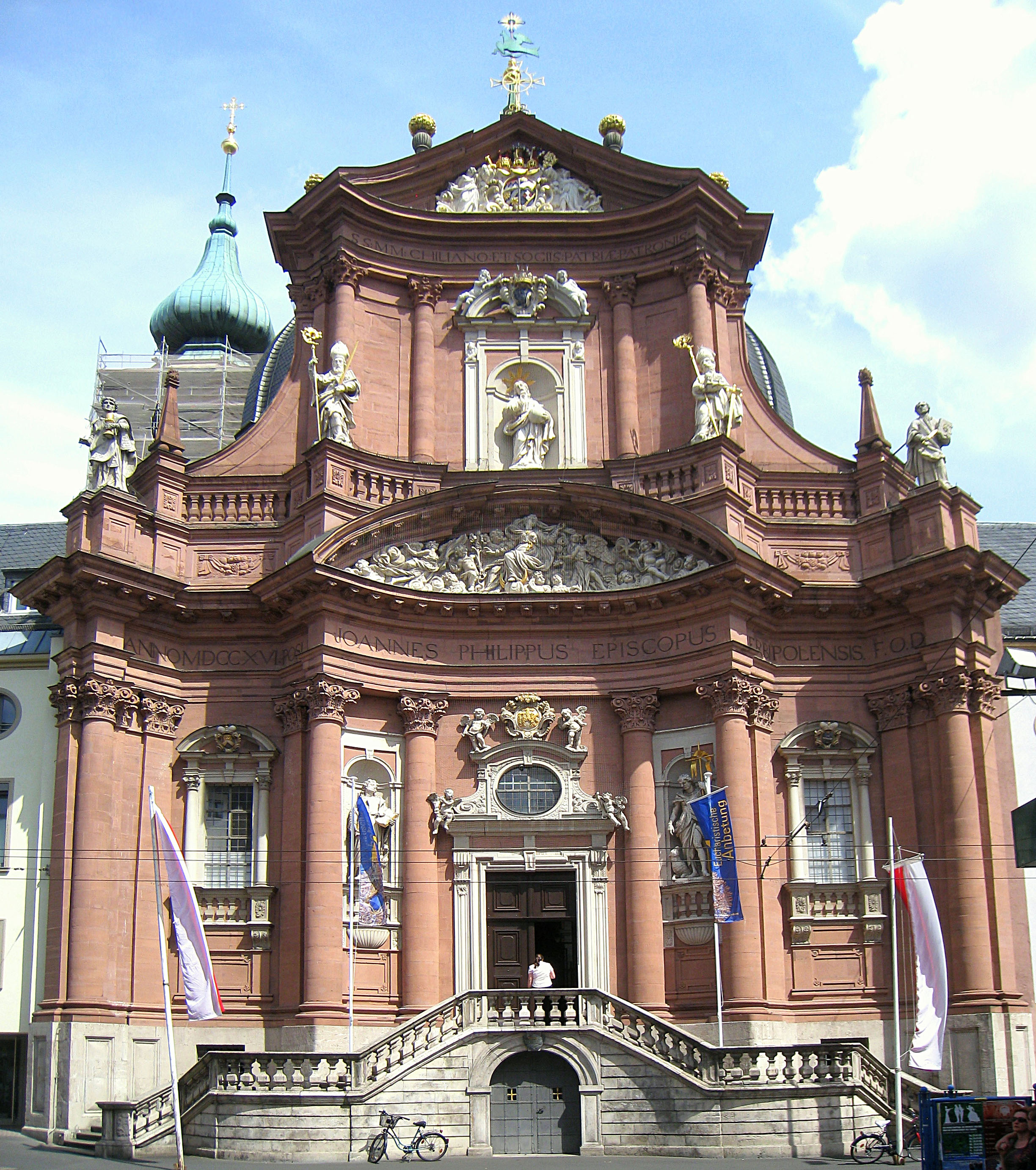
新教堂的巴洛克立面，建于1711–1716年

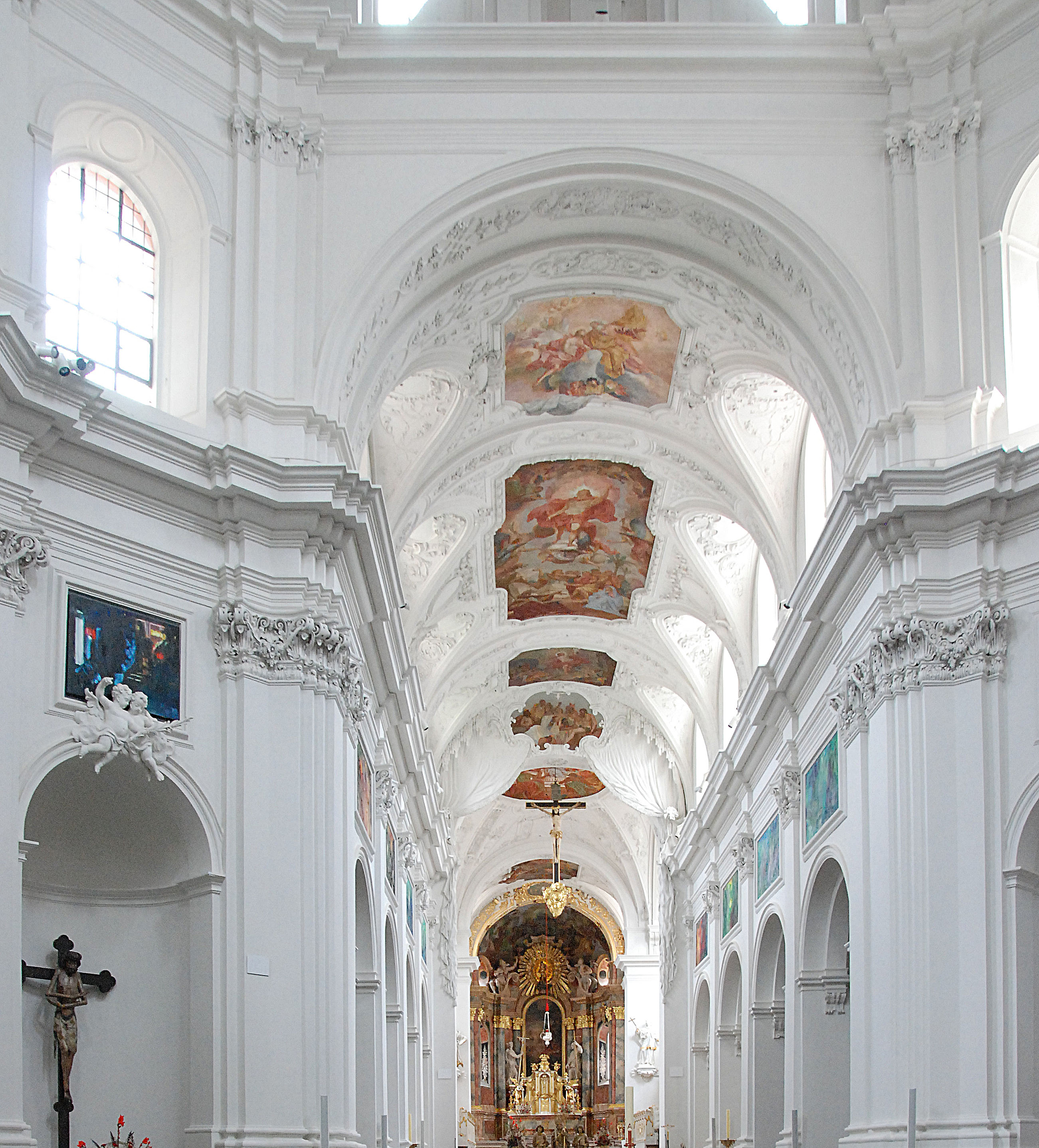
新教堂内部

新教堂（Kollegiatstift Neumünster）是巴伐利亚州维尔茨堡市中心的一个协同教会（Kollegiatstift），属于天主教维尔茨堡教区。这是一座巴洛克风格的教堂，紧邻维尔茨堡主教座堂。

## 历史
公元8世纪，此处已有教堂。1057年改建后供奉圣若望。17世纪末进行彻底改建。1803年巴伐利亚世俗化时收归国有，作为弹药库使用。1908年起，这里成为一座天主教的本堂区圣堂，主保圣人是聖史若望与圣若翰洗者。1945年3月16日，教堂遭到猛烈轰炸，破坏严重。重建工程从1950年持续到1967年。